# Marlena Urbańska
Marlena Urbańska (ur. 11 stycznia 1998 w Szczecinie) – polska piłkarka ręczna, grająca na pozycji kołowej.

## Życiorys
Jest wychowanką klubu MKS Kusy Szczecin, skąd następnie trafiła do Szkoły Mistrzostwa Sportowego w Płocku. W sezonie 2017/2018 powróciła do rodzinnego Szczecina, wiążąc się z Pogonią Szczecin, gdzie 20 września 2017 roku w meczu przeciwko Metraco Zagłębie Lubin zadebiutowała w najwyższej klasie rozgrywkowej w Polsce. Swoje pierwsza trafienia (2) w PGNiG Superlidze dla Dumy Pomorza zaliczyła miesiąc później w meczu z KPR Ruch Chorzów.
W lutym 2019 roku w meczu przeciwko Alavarium / Love Tiles (Portugalia) zadebiutowała w europejskim pucharze Challenge, ostatecznie uzyskując z Pogonią Szczecin srebro w tych rozgrywkach. Na swoim koncie ma również 2 srebrne krążki w Pucharze Polski (2018 oraz 2019).
Zawodniczka powoływana sukcesywnie do reprezentacji Polski juniorek, młodzieżówki oraz kadry B. W 2018 roku trener Leszek Krowicki zaprosił szczecińską kołową do kadry A na konsultację szkoleniową.
Kołowa w sezonie 2021/2022 powróciła do 1 ligowej Pogoni Szczecin. W maju 2022 roku Urbańska podpisała 2 letni kontrakt z niemiecką drużyną Frisch Auf Göppingen. Następnie przeniosła się do norweskiego klubu Molde Elite. 
Zawodniczka z końcem sezonu 2024/2025 postanowiła zakończyć karierę sportową. 

## Sukcesy
- Puchar Polski:
  -  2018, 2019
- Challenge Cup:
  -  2019